# Arkiv X (säsong 2)
Denna artikel innehåller information och sammanfattningar av avsnitt från den andra säsongen av den amerikanska TV-serien Arkiv X. 
Säsongen producerades mellan åren 1994-1995.

## Rollista
Följande skådespelare medverkar i säsongen:

### Huvudroller
- David Duchovny som Special Agent Fox Mulder
- Gillian Anderson som Special Agent Dana Scully (Medverkar inte i avsnittet "3")

### Återkommande roller
- Mitch Pileggi som Walter Skinner (9 avsnitt)
- Steven Williams som X (7 avsnitt)
- William B. Davis som The Smoking Man (6 avsnitt)
- Nicholas Lea som Alex Krycek (4 avsnitt)
- Tom Braidwood som Melvin Frohike (4 avsnitt)
- Bruce Harwood som John Fitzgerald Byers (4 avsnitt)
- Dean Haglund som Richard Langly (3 avsnitt)
- Peter Donat som William Mulder (3 avsnitt)
- Sheila Larken som Margaret Scully (2 avsnitt)
- Megan Leitch som Samantha Mulder (2 avsnitt)
- Steve Railsback som Duane Barry (2 avsnitt)
- Brian Thompson som Alien Bounty Hunter (2 avsnitt)
- Raymond J. Barry som Richard Matheson (1 avsnitt)
- Nick Chinlund som Donnie Pfaster (1 avsnitt)
- Don S. Davis som William Scully (1 avsnitt)
- Lindsey Ginter som Crew Cut Man (1 avsnitt)
- Melinda McGraw som Melissa Scully (1 avsnitt)
- Rebecca Toolan som Teena Mulder (1 avsnitt)
- Floyd Westerman som Albert Hosteen (1 avsnitt)

## Avsnitt
| Nr i serien | Nr i säsongen | Titel                   | Regissör           | Manus                                                       | Originalvisning   | Prod. kod | Tittarsiffror (miljoner) |
| --- | ------------- | ----------------------- | ------------------ | ----------------------------------------------------------- | ----------------- | --------- | ------------------------ |
| 25 | 1             | "Little Green Men"      | David Nutter       | Glen Morgan & James Wong                                    | 16 september 1994 | 2X01      | 16.1                     |
| När nu Arkiv X är stängt, har Scully blivit satt som lärare på FBI-akademin, medan Mulder gör meningslöst övervakningsjobb. Efter ett möte med Senator Matheson, en av de som stöder Arkiv X återöppnande, väljer Mulder att inte lyda order, och åker till en övergiven SETI-plats i Puerto Rico, som oförklarligt har återaktiverat sig själv, och innehåller bevis på utomjordiskt liv. Gästskådespelare Raymond J Barry som Senator Richard Matheson |               |                         |                    |                                                             |                   |           |                          |
| 26 | 2             | "The Host"              | Daniel Sackheim    | Chris Carter                                                | 23 september 1994 | 2X02      | 15.9                     |
| AD Skinner skickar iväg Mulder för att undersöka ett lik som spolats upp i New Jerseys kloaker från havet. Mulder tror att det tråkiga uppdraget är ett straff, men han upptäcker vad som visar sig vara något som taget från Arkiv X. Gästskådespelare Darin Morgan som Flukeman |               |                         |                    |                                                             |                   |           |                          |
| 27 | 3             | "Blood"                 | David Nutter       | Glen Morgan & James Wong Efter en idé av: Darin Morgan      | 30 september 1994 | 2X03      | 14.8                     |
| När åtskilliga våldsamma dödsfall i ett litet bondesamhälle, kopplas ihop med förstörandet av digitala apparater, tror Mulder att folk drivs att döda, med hjälp av subliminala meddelanden i digitala skärmar. |               |                         |                    |                                                             |                   |           |                          |
| 28 | 4             | "Sleepless"             | Rob Bowman         | Howard Gordon                                               | 7 oktober 1994    | 2X04      | 13.4                     |
| Mulder accepterar motvilligt en ny partner, Alex Krycek, och de undersöker dödsfallen kring flera Green Beret-soldater, som deltog i ett sömnlöshetsexperiment, under Vietnamkriget. |               |                         |                    |                                                             |                   |           |                          |
| 29 | 5             | "Duane Barry"           | Chris Carter       | Chris Carter                                                | 14 oktober 1994   | 2X05      | 13.9                     |
| Mulder kallas till en gisslan-situation, som involverar Duane Barry, en f.d. FBI-agent, som påstår sig ha blivit bortförd av utomjordingar, och vill tillbaka till platsen han blev bortförd ifrån, med någon som ska bli tagen i stället för honom. Olyckligtvis är den han väljer Scully. Gästskådespelare: Steve Railsback som Duane Barry och C.C.H. Pounder som Agent Lucy Kazdin                                                                   |               |                         |                    |                                                             |                   |           |                          |
| 30 | 6             | "Ascension"             | Michael Lange      | Paul Brown                                                  | 21 oktober 1994   | 2X06      | 15.5                     |
| När Mulder får reda på att Scully blev kidnappad av Duane Barry, så retar han upp sina överordnade och Alex Krycek, när han gör vad som helst för att hitta henne. Under tiden får man reda på att Krycek rapporterar Mulders aktiviteter till Cigarett-rökande mannen. |               |                         |                    |                                                             |                   |           |                          |
| 31 | 7             | "3"                     | David Nutter       | Chris Ruppenthal, Glen Morgan & James Wong                  | 4 november 1994   | 2X07      | 15.0                     |
| Mulder, som nu är ensam tillbaka på Arkiv X, undersöker en serie av vampyr-liknande mord i Los Angeles, och faller för just kvinnan som är huvudmisstänkt. |               |                         |                    |                                                             |                   |           |                          |
| 32 | 8             | "One Breath"            | R.W. Goodwin       | Glen Morgan & James Wong                                    | 11 november 1994  | 2X08      | 15.3                     |
| Scully dyker mystiskt upp på ett sjukhus i Washington, levande men i koma, och Mulder måste kämpa för att hålla henne vid liv, för att få reda på vad som hänt henne, och vem som gjorde det. Under tiden kämpar Scully en egen kamp, när hon måste bestämma om hon ska fortsätta leva, eller gå vidare till nästa värld. |               |                         |                    |                                                             |                   |           |                          |
| 33 | 9             | "Firewalker"            | David Nutter       | Howard Gordon                                               | 18 november 1994  | 2X09      | 15.2                     |
| Mulder och Scully, som slutligen är återförenade, åker till en aktiv vulkan, som är under geologisk undersökning, och hittar en dödlig livsform som kan överleva i hettan i kratern och dödar forskarna, för att undvika upptäckt. |               |                         |                    |                                                             |                   |           |                          |
| 34 | 10            | "Red Museum"            | Win Phelps         | Chris Carter                                                | 9 december 1994   | 2X10      | 16.1                     |
| När de undersöker sambandet mellan bortförandet av åtskilliga tonåringar och en lantlig religiös kult, upptäcker Mulder och Scully ett hemligt test som görs på barnen, genom att använda det utomjordiska Purity Control-DNA:t från "The Erlenmeyer Flask". Det leder Mulder till Deep Throats mördare. |               |                         |                    |                                                             |                   |           |                          |
| 35 | 11            | "Excelsis Dei"          | Steven Surjik      | Paul Brown                                                  | 16 december 1994  | 2X11      | 14.2                     |
| Mulder och Scully är med om konstiga händelser på ett pensionärshem, när en av sköterskorna attackeras av en osynlig kraft, som hon påstår är en av de inneboende, en 90-årig man. |               |                         |                    |                                                             |                   |           |                          |
| 36 | 12            | "Aubrey"                | Rob Bowman         | Sara Charno                                                 | 6 januari 1995    | 2X12      | 16.2                     |
| En detektiv upptäcker under mystiska omständigheter kvarlevorna efter en FBI-agent, som försvann på 1940-talet, då han undersökte ett mordfall, som påminner om ett nutida. Mulder och Scully tror att den ursprunglige mördaren genetiskt har fört vidare det våldsamma beteendet till sitt barnbarn. |               |                         |                    |                                                             |                   |           |                          |
| 37 | 13            | "Irresistible"          | David Nutter       | Chris Carter                                                | 13 januari 1995   | 2X13      | 14.7                     |
| En begravningsarbetare som tänder på att samla hår och fingernaglar från de döda, börjar själv döda för att utvidga sin samling. Hans nästa offer verkar bli Scully. |               |                         |                    |                                                             |                   |           |                          |
| 38 | 14            | "Die Hand Die Verletzt" | Kim Manners        | Chris Carter                                                | 27 januari 1995   | 2X14      | 17.7                     |
| När en tonåring mördas rituellt i en liten stad, upptäcker Mulder och Scully en sekt inom ledningen på en skola, och en vikarie, med konstiga krafter. |               |                         |                    |                                                             |                   |           |                          |
| 39 | 15            | "Fresh Bones"           | Rob Bowman         | Howard Gordon                                               | 3 februari 1995   | 2X15      | 17.8                     |
| När de undersöker flera dödsfall i ett Haitiskt flyktingläger, hamnar Mulder och Scully mitt i ett hemligt krig mellan lägerchefen och en voodoo-präst. |               |                         |                    |                                                             |                   |           |                          |
| 40 | 16            | "Colony"                | Nick Marck         | Chris Carter                                                | 10 februari 1995  | 2X16      | 15.9                     |
| Efter att dödsannonserna för fyra identiska män mailas till Mulder, kontaktas agenterna av en mystisk CIA-agent, som berättar för dem, om en huvudjägare, utskickad för att utrota början till en kolonisering av kloner. Samtidigt distraheras Mulder av att hans syster Samantha plötsligt dykt upp. |               |                         |                    |                                                             |                   |           |                          |
| 41 | 17            | "End Game"              | Rob Bowman         | Frank Spotnitz                                              | 17 februari 1995  | 2X17      | 17.5                     |
| Den utomjordiska huvudjägaren kidnappar Scully och vill byta henne mot Mulders syster, som visar sig vara en klon själv. Efter att bytet går fel och Mulder får veta sanningen om Samantha, spårar han huvudjägaren till sitt rymdskepp, begravt i den arktiska isen, och kräver att få veta var hans riktiga syster finns. |               |                         |                    |                                                             |                   |           |                          |
| 42 | 18            | "Fearful Symmetry"      | James Whitmore Jr. | Steve DeJarnatt                                             | 24 februari 1995  | 2X18      | 16.5                     |
| Mulder och Scully undersöker konstiga attacker av osynliga djur på en djurpark i närheten av ett samhälle där ovanligt många UFO-fenomen rapporterats. |               |                         |                    |                                                             |                   |           |                          |
| 43 | 19            | "Død Kalm"              | Rob Bowman         | Howard Gordon & Alex Gansa                                  | 10 mars 1995      | 2X19      | 17.1                     |
| När halva besättningen på ett av flottans skepp flyr i en livbåt och när de hittas 18 timmar senare har åldrats 60 år, föreslår Mulder att skeppet är fångat i ett tidsfält, där deras åldrande påskyndas. |               |                         |                    |                                                             |                   |           |                          |
| 44 | 20            | "Humbug"                | Kim Manners        | Darin Morgan                                                | 31 mars 1995      | 2X20      | 15.7                     |
| Mulder och Scully reser till Gibsonton, Florida, en stad byggd och befolkad av cirkusartister, för att undersöka Jerald Glazebrooks, Alligatormannens, död. Medan de letar efter ledtrådar till mordet, stöter agenterna på många bisarra personer, såsom den lokala sheriffen, som en gång var känd som Jim Jim, "pojken med hundansiktet". |               |                         |                    |                                                             |                   |           |                          |
| 45 | 21            | "The Calusari"          | Mike Vejar         | Sara Charno                                                 | 14 april 1995     | 2X21      | 12.9                     |
| De konstiga omständigheterna kring ett litet barns död leder Mulder och Scully till en rumänsk exorcismritual, som omfattar en ung pojke, besatt av sin dödfödde tvillingbror. |               |                         |                    |                                                             |                   |           |                          |
| 46 | 22            | "F. Emasculata"         | Rob Bowman         | Chris Carter & Howard Gordon                                | 28 april 1995     | 2X22      | 14.0                     |
| När en pestliknande sjukdom dödar tio män i ett högsäkerhetsfängelse, försöker Scully komma in i karantänområdet och upptäcka orsaken och ursprunget till smittan, medan Mulder och några US Marshalls spårar två personer som rymt, som kan vara smittade. |               |                         |                    |                                                             |                   |           |                          |
| 47 | 23            | "Soft Light"            | James A. Contner   | Vince Gilligan                                              | 5 maj 1995        | 2X23      | 12.9                     |
| Ett experiment med mörk materia går fel, och en forskares skugga blir ett dödligt vapen, som kan omvandla en persons kropp till ren energi om de nuddar den. |               |                         |                    |                                                             |                   |           |                          |
| 48 | 24            | "Our Town"              | Rob Bowman         | Frank Spotnitz                                              | 12 maj 1995       | 2X24      | 14.5                     |
| Efter åtskilliga försvinnanden i en liten stad, börjar Mulder och Scully undersöka, och upptäcker hundratals människoben i en flod och upptäcker att mannen bakom stadens välgång, chefen på en kyckling-farm, har hittat ett sätt att förlänga sitt liv med hjälp av kannibalism. |               |                         |                    |                                                             |                   |           |                          |
| 49 | 25            | "Anasazi"               | R.W. Goodwin       | Chris Carter Efter en idé av: David Duchovny & Chris Carter | 19 maj 1995       | 2X25      | 16.6                     |
| Mulder får tag på vad som kan vara de första och ocensurerade MJ-dokumenten, som innehåller information om regeringens kunskaper om utomjordiskt liv, och de kan leda honom närmre sanningen, än någonsin tidigare. Men Mulders fiender ser till att han får veta att det finns ett tungt pris att betala, om man vill veta sanningen. |               |                         |                    |                                                             |                   |           |                          |

## Utgivning
| The X-Files – The Complete Second Season                                                                              | | | | | | | |
| Detaljer om boxen | Detaljer om boxen | Detaljer om boxen | Detaljer om boxen | Extramaterial | Extramaterial | Extramaterial | Extramaterial |
| - 25 episodes - 7-disc set - 1.33:1 aspect ratio - Subtitles: English, Spanish - English (Dolby Digital 5.1 Surround) | - 25 episodes - 7-disc set - 1.33:1 aspect ratio - Subtitles: English, Spanish - English (Dolby Digital 5.1 Surround) | - 25 episodes - 7-disc set - 1.33:1 aspect ratio - Subtitles: English, Spanish - English (Dolby Digital 5.1 Surround) | - 25 episodes - 7-disc set - 1.33:1 aspect ratio - Subtitles: English, Spanish - English (Dolby Digital 5.1 Surround) | - "The Truth About Season Two" Documentary - Threads of Mythology - Chris Carter talks about 12 episodes: "Little Green Men", "The Host", "Sleepless", "Duane Barry", "Ascension", "One Breath", "Irresistible", "Die Hand Die Verletzt", "Colony", "End Game", "Humbug", and "Anasazi" - Selected special effects clips - Deleted scenes - 9 "Behind-the-truth" spots from F/X - 49 promotional television spots | - "The Truth About Season Two" Documentary - Threads of Mythology - Chris Carter talks about 12 episodes: "Little Green Men", "The Host", "Sleepless", "Duane Barry", "Ascension", "One Breath", "Irresistible", "Die Hand Die Verletzt", "Colony", "End Game", "Humbug", and "Anasazi" - Selected special effects clips - Deleted scenes - 9 "Behind-the-truth" spots from F/X - 49 promotional television spots | - "The Truth About Season Two" Documentary - Threads of Mythology - Chris Carter talks about 12 episodes: "Little Green Men", "The Host", "Sleepless", "Duane Barry", "Ascension", "One Breath", "Irresistible", "Die Hand Die Verletzt", "Colony", "End Game", "Humbug", and "Anasazi" - Selected special effects clips - Deleted scenes - 9 "Behind-the-truth" spots from F/X - 49 promotional television spots | - "The Truth About Season Two" Documentary - Threads of Mythology - Chris Carter talks about 12 episodes: "Little Green Men", "The Host", "Sleepless", "Duane Barry", "Ascension", "One Breath", "Irresistible", "Die Hand Die Verletzt", "Colony", "End Game", "Humbug", and "Anasazi" - Selected special effects clips - Deleted scenes - 9 "Behind-the-truth" spots from F/X - 49 promotional television spots |
| Releasedatum | | | | | | | |
| Region 1 | Region 1 | Region 2 | Region 2 | Region 4 | Region 4 | | |
| 28 november 2000 | 28 november 2000 | 30 april 2001 | 30 april 2001 | 20 april 2001 | 20 april 2001 | | |